# أتيكا الشرقية
أتيكا الشرقية هي إحدى مقاطعات اليونان وتضم مدينتي:
- باليني
- فولا